# Hamburger Sport-Verein 2001-2002
Questa voce raccoglie le informazioni riguardanti l'Hamburger Sport-Verein nelle competizioni ufficiali della stagione 2001-2002.

## Stagione
Nella stagione 2001-2002 l'Amburgo, allenato da Frank Pagelsdorf, Holger Hieronymus e Kurt Jara, concluse il campionato di Bundesliga all'11º posto. In Coppa di Germania l'Amburgo fu eliminato al secondo turno dallo Stoccarda.

## Rosa
| N. |                                 | Ruolo | Calciatore          |
| -- | ------------------------------- | ----- | ------------------- |
| 1  | Germania (bandiera)             | P     | Martin Pieckenhagen |
| 2  | Germania (bandiera)             | D     | Marcel Maltritz     |
| 4  | Germania (bandiera)             | D     | Ingo Hertzsch       |
| 5  | Paesi Bassi (bandiera)          | D     | Nico-Jan Hoogma     |
| 6  | Germania (bandiera)             | D     | Jan Sandmann        |
| 7  | Germania (bandiera)             | C     | Martin Groth        |
| 8  | Germania (bandiera)             | C     | Marcel Ketelaer     |
| 9  | Rep. Ceca (bandiera)            | A     | Marek Heinz         |
| 10 | Germania (bandiera)             | C     | Jörg Albertz        |
| 11 | Paesi Bassi (bandiera)          | A     | Erik Meijer         |
| 13 | Germania (bandiera)             | P     | Thomas Hillenbrand  |
| 14 | Bosnia ed Erzegovina (bandiera) | A     | Sergej Barbarez     |
| 15 | Iran (bandiera)                 | C     | Mehdi Mahdavikia    |
| 16 | Germania (bandiera)             | D     | René Schneider      |

| N. |                      | Ruolo | Calciatore       |
| -- | -------------------- | ----- | ---------------- |
| 17 | Argentina (bandiera) | A     | Bernardo Romeo   |
| 18 | Rep. Ceca (bandiera) | D     | Milan Fukal      |
| 19 | Libano (bandiera)    | C     | Roda Antar       |
| 20 | Germania (bandiera)  | C     | Bernd Hollerbach |
| 21 | Rep. Ceca (bandiera) | D     | Tomáš Ujfaluši   |
| 22 | Germania (bandiera)  | A     | Roy Präger       |
| 24 | Turchia (bandiera)   | A     | Mahmut Yilmaz    |
| 25 | Danimarca (bandiera) | A     | Kim Christensen  |
| 26 | Germania (bandiera)  | A     | Marinus Bester   |
| 27 | Argentina (bandiera) | C     | Rodolfo Cardoso  |
| 28 | Namibia (bandiera)   | C     | Collin Benjamin  |
| 29 | Germania (bandiera)  | P     | Stefan Wächter   |
| 30 | Svizzera (bandiera)  | C     | Raphaël Wicky    |

## Organigramma societario
Area tecnica
- Allenatore: Kurt Jara
- Allenatore in seconda: Manfred Linzmaier, Armin Reutershahn
- Preparatore dei portieri:
- Preparatori atletici:

## Calciomercato

### Sessione estiva
| Acquisti | Acquisti            | Acquisti      | Acquisti |
| R.       | Nome                | da            | Modalità |
| -------- | ------------------- | ------------- | -------- |
| C        | Jörg Albertz        | Rangers       |          |
| C        | Roda Antar          | Tadamon Tiro  |          |
| D        | Marcel Maltritz     | Wolfsburg     |          |
| P        | Martin Pieckenhagen | Hansa Rostock |          |
| D        | René Schneider      | Hansa Rostock |          |
| P        | Stefan Wächter      | Uerdingen 05  |          |

| Cessioni | Cessioni         | Cessioni         | Cessioni |
| R.       | Nome             | da               | Modalità |
| -------- | ---------------- | ---------------- | -------- |
| D        | Benjamin Kruse   | Friburgo         |          |
| P        | Hans-Jörg Butt   | Bayer Leverkusen |          |
| C        | Andreas Fischer  | Rot-Weiss Essen  |          |
| A        | Vahid Hashemian  | Bochum           |          |
| D        | Jochen Kientz    | St. Pauli        |          |
| C        | Niko Kovač       | Bayern Monaco    |          |
| C        | Ronald Maul      | Hansa Rostock    |          |
| P        | Mathias Schober  | Hansa Rostock    |          |
| A        | Soner Uysal      | Waldhof Mannheim |          |
| P        | Carsten Wehlmann | Hannover 96      |          |

### Sessione invernale
| Acquisti | Acquisti        | Acquisti        | Acquisti |
| R.       | Nome            | da              | Modalità |
| -------- | --------------- | --------------- | -------- |
| A        | Bernardo Romeo  | San Lorenzo     |          |
| A        | Kim Christensen | Lyngby          |          |
| C        | Raphaël Wicky   | Atlético Madrid |          |

| Cessioni | Cessioni       | Cessioni   | Cessioni |
| R.       | Nome           | da         | Modalità |
| -------- | -------------- | ---------- | -------- |
| C        | Stig Tøfting   | Bolton     |          |
| D        | Andrej Panadić | Sturm Graz |          |
| A        | Anthony Yeboah | Al-Gharafa |          |

## Risultati

### Bundesliga

#### Girone di andata
| Arbitro: | Wack |

|                    |           |  |
| Miriuţă 90’ (rig.) | Marcatori |  |

| Arbitro: | Wagner |

|                        |           |  |
| Albertz 40’ Meijer 50’ | Marcatori |  |

| Arbitro: | Steinborn |

|              |           |           |
| Agostino 67’ | Marcatori | 6’ Hoogma |

| Arbitro: | Fleischer |

|                       |           |                               |
| Hoogma 56’ Meijer 64’ | Marcatori | 18’, 22’ Lincoln 28’ Strasser |

| Arbitro: | Fandel |

|                  |           |                     |
| Lottner 67’, 90’ | Marcatori | 21’ (aut.) Cullmann |

| Arbitro: | Krug |

|                                      |           |                                 |
| Benjamin 14’ Albertz 17’ (rig.), 90’ | Marcatori | 21’ Münch 56’ Houdt 90’ Mięciel |

| Arbitro: | Fröhlich |

|  |           |                                            |
|  | Marcatori | 13’ Ailton 34’ Bode 84’ Ernst 86’ Stalteri |

| Norimberga 29 settembre 2001, ore 15:30 CEST 8ª giornata | Norimberga | 0 – 0 referto | Amburgo | Frankenstadion (31 200 spett.)\| Arbitro: \| Kemmling \| |
| Arbitro:                                                 | Kemmling   |               |         |                                                          |

| Arbitro: | Steinborn |

|                                             |           |  |
| Barbarez 37’ Ketelaer 41’, 46’ Benjamin 58’ | Marcatori |  |

| Arbitro: | Wack |

|  |           |            |
|  | Marcatori | 57’ Hoogma |

| Arbitro: | Albrecht |

|  |           |             |
|  | Marcatori | 42’ Beierle |

| Arbitro: | Berg |

|                             |           |  |
| Sérgio 70’ Pizarro 84’, 89’ | Marcatori |  |

| Amburgo 17 novembre 2001, ore 15:30 CET 13ª giornata | Amburgo  | 0 – 0 referto | Schalke 04 | AOL Arena (55 300 spett.)\| Arbitro: \| Fröhlich \| |
| Arbitro:                                             | Fröhlich |               |            |                                                     |

| Arbitro: | Fandel |

|                                    |           |            |
| Ballack 14’ Neuville 27’, 58’, 63’ | Marcatori | 7’ Albertz |

| Arbitro: | Krug |

|                                              |           |                                    |
| Meijer 4’ Fukal 8’ Benjamin 45’ Barbarez 52’ | Marcatori | 47’ Meggle 79’, 83’ (rig.) Trulsen |

| Arbitro: | Fleischer |

|            |           |  |
| Ricken 50’ | Marcatori |  |

| Arbitro: | Merk |

|            |           |            |
| Präger 30’ | Marcatori | 69’ Müller |

#### Girone di ritorno
| Arbitro: | Aust |

|                                                       |           |                             |
| Präger 52’, 60’ Fukal 63’ Mahdavikia 75’ Barbarez 82’ | Marcatori | 26’ Schröter 83’ Reghecampf |

| Arbitro: | Krug |

|                                          |           |  |
| Ganea 26’ Hertzsch 31’ (aut.) Bordon 77’ | Marcatori |  |

| Arbitro: | Jansen |

|                      |           |                   |
| Präger 60’ Romeo 81’ | Marcatori | 89’ Weissenberger |

| Arbitro: | Kircher |

|                     |           |                     |
| Basler 4’ Klose 76’ | Marcatori | 11’ Romeo 80’ Heinz |

| Arbitro: | Meyer |

|                                                     |           |  |
| Fukal 34’ Sichone 63’ (aut.) Barbarez 67’ Romeo 83’ | Marcatori |  |

| Arbitro: | Wagner |

|                          |           |                    |
| Houdt 3’ Demo 32’ (rig.) | Marcatori | 30’ (rig.) Cardoso |

| Arbitro: | Weiner |

|  |           |           |
|  | Marcatori | 74’ Romeo |

| Arbitro: | Merk |

|                                      |           |               |
| Kampa 22’ (aut.) Fukal 39’ Antar 86’ | Marcatori | 41’ Krzynówek |

| Arbitro: | Strampe |

|                                                |           |  |
| Preetz 40’ Goor 44’, 62’, 85’, 90’ Paraíba 54’ | Marcatori |  |

| Arbitro: | Stark |

|              |           |               |
| Barbarez 67’ | Marcatori | 45’ Klimowicz |

| Arbitro: | Jansen |

|               |           |              |
| Jakobsson 51’ | Marcatori | 66’ Barbarez |

| Amburgo 30 marzo 2002, ore 15:30 CET 29ª giornata | Amburgo | 0 – 0 referto | Bayern Monaco | AOL Arena (55 360 spett.)\| Arbitro: \| Fandel \| |
| Arbitro:                                          | Fandel  |               |               |                                                   |

| Arbitro: | Keßler |

|                    |           |  |
| Mpenza 8’ Sand 41’ | Marcatori |  |

| Arbitro: | Strampe |

|             |           |              |
| Barbarez 5’ | Marcatori | 13’ Neuville |

| Arbitro: | Merk |

|  |           |                                     |
|  | Marcatori | 19’, 58’ Romeo 45’ Groth 49’ Hoogma |

| Arbitro: | Fandel |

|                                        |           |                                                |
| Wicky 42’ (rig.) Hoogma 80’ Meijer 90’ | Marcatori | 36’ (rig.), 63’ Amoroso 38’ Rosický 86’ Koller |

| Arbitro: | Fröhlich |

|                                          |           |                            |
| Fukal 28’ (aut.) Coulibaly 36’, 75’, 83’ | Marcatori | 26’ Cardoso 43’, 69’ Romeo |

### Coppa di Germania
| Arbitro: | Berg |

|                   |           |                                                |
| Sorg 52’ Jung 53’ | Marcatori | 1’ Meijer 11’, 30’ Hoogma 23’ Groth 40’ Bester |

| Arbitro: | Albrecht |

|  |           |                     |
|  | Marcatori | 41’ Seitz 58’ Ganea |

## Statistiche

### Statistiche di squadra
| Competizione      | Punti | In casa | In casa | In casa | In casa | In casa | In casa | In trasferta | In trasferta | In trasferta | In trasferta | In trasferta | In trasferta | Totale | Totale | Totale | Totale | Totale | Totale | DR |
| Competizione      | Punti | G       | V       | N       | P       | Gf      | Gs      | G            | V            | N            | P            | Gf           | Gs           | G      | V      | N      | P      | Gf     | Gs     | DR |
| ----------------- | ----- | ------- | ------- | ------- | ------- | ------- | ------- | ------------ | ------------ | ------------ | ------------ | ------------ | ------------ | ------ | ------ | ------ | ------ | ------ | ------ | -- |
| Bundesliga        | 40    | 17      | 7       | 6       | 4       | 35      | 25      | 17           | 3            | 4            | 10           | 16           | 32           | 34     | 10     | 10     | 14     | 51     | 57     | -6 |
| Coppa di Germania | -     | 1       | 0       | 0       | 1       | 0       | 2       | 1            | 1            | 0            | 0            | 5            | 2            | 2      | 1      | 0      | 1      | 5      | 4      | +1 |
| Totale            | 40    | 18      | 7       | 6       | 5       | 35      | 27      | 18           | 4            | 4            | 10           | 21           | 34           | 36     | 11     | 10     | 15     | 56     | 61     | -5 |

### Andamento in campionato
| Giornata  | 1  | 2 | 3 | 4 | 5  | 6  | 7  | 8  | 9  | 10 | 11 | 12 | 13 | 14 | 15 | 16 | 17 | 18 | 19 | 20 | 21 | 22 | 23 | 24 | 25 | 26 | 27 | 28 | 29 | 30 | 31 | 32 | 33 | 34 |
| --------- | -- | - | - | - | -- | -- | -- | -- | -- | -- | -- | -- | -- | -- | -- | -- | -- | -- | -- | -- | -- | -- | -- | -- | -- | -- | -- | -- | -- | -- | -- | -- | -- | -- |
| Luogo     | T  | C | T | C | T  | C  | C  | T  | C  | T  | C  | T  | C  | T  | C  | T  | C  | C  | T  | C  | T  | C  | T  | T  | C  | T  | C  | T  | C  | T  | C  | T  | C  | T  |
| Risultato | P  | V | N | P | P  | N  | P  | N  | V  | V  | P  | P  | N  | P  | V  | P  | N  | V  | P  | V  | N  | V  | P  | V  | V  | P  | N  | N  | N  | P  | N  | V  | P  | P  |
| Posizione | 13 | 7 | 6 | 9 | 13 | 12 | 15 | 15 | 11 | 9  | 11 | 13 | 12 | 13 | 11 | 12 | 13 | 11 | 12 | 11 | 11 | 11 | 11 | 11 | 10 | 11 | 11 | 11 | 11 | 12 | 11 | 11 | 11 | 11 |

Legenda:

Luogo: C = Casa; T = Trasferta. Risultato: V = Vittoria; N = Pareggio; P = Sconfitta.

### Statistiche dei giocatori
| Giocatore       | Bundesliga | Bundesliga | Bundesliga  | Bundesliga | Coppa di Germania | Coppa di Germania | Coppa di Germania | Coppa di Germania | Totale   | Totale | Totale      | Totale     |
| Giocatore       | Presenze   | Reti       | Ammonizioni | Espulsioni | Presenze          | Reti              | Ammonizioni       | Espulsioni        | Presenze | Reti   | Ammonizioni | Espulsioni |
| --------------- | ---------- | ---------- | ----------- | ---------- | ----------------- | ----------------- | ----------------- | ----------------- | -------- | ------ | ----------- | ---------- |
| J. Albertz      | 24         | 4          | 5           | 0          | 1                 | 0                 | 0                 | 0                 | 25       | 4      | 5           | 0          |
| R. Antar        | 16         | 1          | 1           | 0          | 1                 | 0                 | 0                 | 0                 | 17       | 1      | 1           | 0          |
| S. Barbarez     | 24         | 7          | 12          | 0          | 1                 | 0                 | 0                 | 0                 | 25       | 7      | 12          | 0          |
| C. Benjamin     | 17         | 3          | 3           | 1          | 1                 | 0                 | 0                 | 0                 | 18       | 3      | 3           | 1          |
| M. Bester       | 4          | 0          | 0           | 0          | 2                 | 1                 | 0                 | 0                 | 6        | 1      | 0           | 0          |
| R. Cardoso      | 9          | 2          | 2           | 0          | 0                 | 0                 | 0                 | 0                 | 9        | 2      | 2           | 0          |
| K. Christensen  | 4          | 0          | 0           | 0          | 0                 | 0                 | 0                 | 0                 | 4        | 0      | 0           | 0          |
| M. Fukal        | 19         | 4          | 2           | 0          | 0                 | 0                 | 0                 | 0                 | 19       | 4      | 2           | 0          |
| M. Groth        | 21         | 1          | 0           | 0          | 1                 | 1                 | 0                 | 0                 | 22       | 2      | 0           | 0          |
| M. Heinz        | 15         | 1          | 0           | 0          | 1                 | 0                 | 1                 | 0                 | 16       | 1      | 1           | 0          |
| I. Hertzsch     | 29         | 0          | 4           | 2          | 2                 | 0                 | 1                 | 0                 | 31       | 0      | 5           | 2          |
| T. Hillenbrand  | 0          | 0          | 0           | 0          | 0                 | 0                 | 0                 | 0                 | 0        | 0      | 0           | 0          |
| B. Hollerbach   | 29         | 0          | 12          | 0          | 1                 | 0                 | 1                 | 0                 | 30       | 0      | 13          | 0          |
| N. Hoogma       | 28         | 5          | 6           | 0          | 1                 | 2                 | 0                 | 0                 | 29       | 7      | 6           | 0          |
| M. Ketelaer     | 15         | 2          | 0           | 0          | 2                 | 0                 | 0                 | 0                 | 17       | 2      | 0           | 0          |
| B. Kruse        | 0          | 0          | 0           | 0          | 0                 | 0                 | 0                 | 0                 | 0        | 0      | 0           | 0          |
| M. Mahdavikia   | 11         | 1          | 1           | 0          | 0                 | 0                 | 0                 | 0                 | 11       | 1      | 1           | 0          |
| M. Maltritz     | 22         | 0          | 3           | 0          | 1                 | 0                 | 0                 | 0                 | 23       | 0      | 3           | 0          |
| E. Meijer       | 25         | 4          | 4           | 0          | 2                 | 1                 | 1                 | 0                 | 27       | 5      | 5           | 0          |
| A. Panadić      | 9          | 0          | 1           | 0          | 1                 | 0                 | 0                 | 0                 | 10       | 0      | 1           | 0          |
| M. Pieckenhagen | 34         | 0          | 2           | 0          | 2                 | 0                 | 0                 | 0                 | 36       | 0      | 2           | 0          |
| R. Präger       | 23         | 4          | 7           | 0          | 1                 | 0                 | 0                 | 0                 | 24       | 4      | 7           | 0          |
| B. Romeo        | 16         | 8          | 2           | 0          | 0                 | 0                 | 0                 | 0                 | 16       | 8      | 2           | 0          |
| J. Sandmann     | 1          | 0          | 0           | 0          | 0                 | 0                 | 0                 | 0                 | 1        | 0      | 0           | 0          |
| R. Schneider    | 0          | 0          | 0           | 0          | 1                 | 0                 | 0                 | 0                 | 1        | 0      | 0           | 0          |
| S. Tøfting      | 20         | 0          | 4           | 0          | 2                 | 0                 | 0                 | 0                 | 22       | 0      | 4           | 0          |
| T. Ujfaluši     | 29         | 0          | 3           | 0          | 1                 | 0                 | 0                 | 0                 | 30       | 0      | 3           | 0          |
| R. Wicky        | 13         | 1          | 4           | 0          | 0                 | 0                 | 0                 | 0                 | 13       | 1      | 4           | 0          |
| S. Wächter      | 0          | 0          | 0           | 0          | 0                 | 0                 | 0                 | 0                 | 0        | 0      | 0           | 0          |
| T. Yeboah       | 5          | 0          | 0           | 0          | 0                 | 0                 | 0                 | 0                 | 5        | 0      | 0           | 0          |
| M. Yilmaz       | 0          | 0          | 0           | 0          | 0                 | 0                 | 0                 | 0                 | 0        | 0      | 0           | 0          |